# Critérium International 2012
Il Critérium International 2012, ottantunesima edizione della corsa e valida come evento del circuito UCI Europe Tour 2012 categoria 2.HC. Si svolse in Corsica su tre tappe dal 24 al 25 marzo 2012 da Porto Vecchio a Col de l'Ospedale, su un percorso totale di circa 275 km. Fu vinto dall'australiano Cadel Evans che terminò la gara con il tempo di 7 ore 3 minuti e 43 secondi, alla media di 38,94 km/h.
Al traguardo sul Col de l'Ospedale 104 ciclisti completarono la gara.

## Tappe
| Tappa  | Data     | Percorso                          | km   | Vincitore di tappa | Leader cl. generale |
| ------ | -------- | --------------------------------- | ---- | ------------------ | ------------------- |
| 1ª     | 24 marzo | Porto Vecchio > Porto Vecchio     | 89,5 | Florian Vachon     | Florian Vachon      |
| 2ª     | 24 marzo | Porto Vecchio (Cron. individuale) | 6,5  | Cadel Evans        | Cadel Evans         |
| 3ª     | 25 marzo | Porto Vecchio > Col de l'Ospedale | 179  | Pierrick Fédrigo   | Cadel Evans         |
| Totale | Totale   | Totale                            | 275  |                    |                     |

## Squadre e corridori partecipanti
| N.    | Cod. | Squadra                     |
| ----- | ---- | --------------------------- |
| 1-8   | RNT  | RadioShack-Nissan           |
| 11-18 | BMC  | BMC Racing Team             |
| 21-28 | COF  | Cofidis, le Crédit en Ligne |
| 31-38 | SKY  | Sky Procycling              |
| 41-48 | FDJ  | FDJ-BigMat                  |
| 51-58 | GRM  | Team Garmin-Barracuda       |
| 61-68 | ALM  | AG2R La Mondiale            |
| 71-78 | EUS  | Euskaltel-Euskadi           |

| N.      | Cod. | Squadra              |
| ------- | ---- | -------------------- |
| 81-88   | EUC  | Team Europcar        |
| 91-98   | COL  | Colombia-Coldeportes |
| 101-108 | SAU  | Saur-Sojasun         |
| 111-118 | PRO  | Project 1T4I         |
| 121-128 | BSC  | Bretagne-Schuller    |
| 131-138 | TT1  | Team Type 1-Sanofi   |
| 141-148 | LPM  | La Pomme Marseille   |
| 151-158 | AUB  | Auber 93             |

## Dettagli delle tappe

### 1ª tappa
- 24 marzo: Porto Vecchio > Porto Vecchio – 89,5 km

Risultati
| Pos. | Corridore        | Squadra       | Tempo    |
| ---- | ---------------- | ------------- | -------- |
| 1    | Florian Vachon   | Bretagne      | 2h03'48" |
| 2    | Danilo Wyss      | BMC           | s.t.     |
| 3    | Clément Koretzky | La Pomme Mar. | s.t.     |

| Pos. | Corridore         | Squadra       | Tempo    |
| ---- | ----------------- | ------------- | -------- |
| 1    | Florian Vachon    | Bretagne      | 2h03'42" |
| 2    | Danilo Wyss       | BMC           | a 2"     |
| 3    | Christophe Riblon | AG2R La Mond. | a 3"     |

### 2ª tappa
- 24 marzo: Porto Vecchio – Cronometro individuale – 6,5 km

Risultati
| Pos. | Corridore      | Squadra        | Tempo |
| ---- | -------------- | -------------- | ----- |
| 1    | Cadel Evans    | BMC            | 7'21" |
| 2    | Michael Rogers | Sky Procycling | s.t.  |
| 3    | Simon Geschke  | Project 1T4I   | a 1"  |

| Pos. | Corridore      | Squadra        | Tempo    |
| ---- | -------------- | -------------- | -------- |
| 1    | Cadel Evans    | BMC            | 2h11'09" |
| 2    | Michael Rogers | Sky Procycling | s.t.     |
| 3    | Simon Geschke  | Project 1T4I   | a 1"     |

### 3ª tappa
- 25 marzo: Porto Vecchio > Col de l'Ospedale – 179 km

Risultati
| Pos. | Corridore            | Squadra        | Tempo    |
| ---- | -------------------- | -------------- | -------- |
| 1    | Pierrick Fédrigo     | FDJ-BigMat     | 4h52'34" |
| 2    | Rinaldo Nocentini    | AG2R La Mond.  | s.t.     |
| 3    | Lars Petter Nordhaug | Sky Procycling | s.t.     |

| Pos. | Corridore        | Squadra        | Tempo    |
| ---- | ---------------- | -------------- | -------- |
| 1    | Cadel Evans      | BMC            | 7h03'43" |
| 2    | Pierrick Fédrigo | FDJ-BigMat     | a 8"     |
| 3    | Michael Rogers   | Sky Procycling | s.t.     |

## Evoluzione delle classifiche
| Tappa              | Vincitore          | Classifica generale | Classifica a punti | Classifica scalatori | Classifica giovani | Classifica a squadre |
| ------------------ | ------------------ | ------------------- | ------------------ | -------------------- | ------------------ | -------------------- |
| 1ª                 | Florian Vachon     | Florian Vachon      | Florian Vachon     | Julien Bérard        | Clément Koretzky   | Bretagne-Schuller    |
| 2ª                 | Cadel Evans        | Cadel Evans         | Simon Geschke      | Julien Bérard        | Luke Rowe          | BMC Racing Team      |
| 3ª                 | Pierrick Fédrigo   | Cadel Evans         | Cadel Evans        | Matteo Montaguti     | Cyril Gautier      | Sky Procycling       |
| Classifiche finali | Classifiche finali | Cadel Evans         | Cadel Evans        | Matteo Montaguti     | Cyril Gautier      | Sky Procycling       |

## Classifiche finali

### Classifica generale - Maglia gialla
| Pos. | Corridore            | Squadra        | Tempo    |
| ---- | -------------------- | -------------- | -------- |
| 1    | Cadel Evans          | BMC            | 7h03'43" |
| 2    | Pierrick Fédrigo     | FDJ-BigMat     | a 8"     |
| 3    | Michael Rogers       | Sky Procycling | s.t.     |
| 4    | Lars Petter Nordhaug | Sky Procycling | a 9"     |
| 5    | Rinaldo Nocentini    | AG2R La Mond.  | s.t.     |
| 6    | Maxime Monfort       | RadioShack     | a 23"    |
| 7    | Igor Antón           | Euskaltel      | a 38"    |
| 8    | Thomas Löfkvist      | Sky Procycling | a 42"    |
| 9    | Hubert Dupont        | AG2R La Mond.  | a 47"    |
| 10   | Christophe Riblon    | AG2R La Mond.  | a 1'11"  |

### Classifica a punti
| Pos. | Corridore        | Squadra        | Punti |
| ---- | ---------------- | -------------- | ----- |
| 1    | Cadel Evans      | BMC            | 23    |
| 2    | Simon Geschke    | Project 1T4I   | 18    |
| 3    | Michael Rogers   | Sky Procycling | 16    |
| 4    | Pierrick Fédrigo | FDJ-BigMat     | 15    |
| 5    | Florian Vachon   | Bretagne       | 15    |

### Classifica scalatori
| Pos. | Corridore         | Squadra       | Punti |
| ---- | ----------------- | ------------- | ----- |
| 1    | Matteo Montaguti  | AG2R La Mond. | 24    |
| 2    | George Bennett    | RadioShack    | 12    |
| 3    | Pierrick Fédrigo  | FDJ-BigMat    | 6     |
| 4    | Julien Berard     | AG2R La Mond. | 6     |
| 5    | Rinaldo Nocentini | AG2R La Mond. | 4     |

### Classifica giovani
| Pos. | Corridore         | Squadra      | Tempo    |
| ---- | ----------------- | ------------ | -------- |
| 1    | Cyril Gautier     | Europcar     | 7h05'12" |
| 2    | Alexandre Geniez  | Project 1T4I | a 4"     |
| 3    | Darwin Atapuma    | Colombia     | a 1'43"  |
| 4    | Davide Malacarne  | Europcar     | a 2'02"  |
| 5    | Dimitri Le Boulch | Auber 93     | a 2'27"  |

### Classifica a squadre
| Pos. | Squadra          | Tempo     |
| ---- | ---------------- | --------- |
| 1    | Sky Procycling   | 21h12'07" |
| 2    | AG2R La Mondiale | a 9"      |
| 3    | BMC              | a 3'34"   |
| 4    | Euskaltel        | a 4'49"   |
| 5    | FDJ-BigMat       | a 5'44"   |